# Puerto Caicedo
Puerto Caicedo è un comune della Colombia facente parte del dipartimento di Putumayo.
L'abitato venne fondato da Luis Del Castillo, Octaviano Jaramillo, Antonio Portilla e Luis Mora Bastidas nel 1921, mentre l'istituzione del comune è del 24 novembre 1992.